# 江戶城三十六見附
江戶城三十六見附是日本古代江戶城的見附（警戒番所）之中的36個主要見附。多和堀（護城河）的橋一體設置。
見附本來指設置在街道的分岐點等交通要衝的警戒所警戒。江戶城的見附則指負責警戒的番兵駐在的城門，在門的内側有可以駐留番兵的番所。實際上，根據幕府作事方的資料，有枡形門的見附在外曲輪是26門，内曲輪的數目則不明。但是，為了順口，俗稱「江戶城三十六見附」，現在也有如四谷見附、赤坂見附等，作為地名保留下來。

## 一覽
1. 淺草見附
2. 筋違見附
3. 小石川見附
4. 牛込見附
5. 市谷見附
6. 四谷見附
7. 喰違見附
8. 赤坂見附
9. 虎之門
10. 幸橋門
11. 山下橋門
12. 數寄屋橋門
13. 鍛冶橋門
14. 吳服橋門
15. 常盤橋門
16. 神田橋門
17. 一橋門
18. 雉子橋門
19. 竹橋門
20. 清水門
21. 田安門
22. 半藏門
23. 櫻田門
24. 日比谷門
25. 馬場先門
26. 和田倉門
27. 大手門
28. 平川門
29. 北桔橋門
30. 西之丸大手門
31. 西之丸玄關門（二重橋）
32. 坂下門
33. 桔梗門
34. 下乘門
35. 中之御門
36. 中雀門

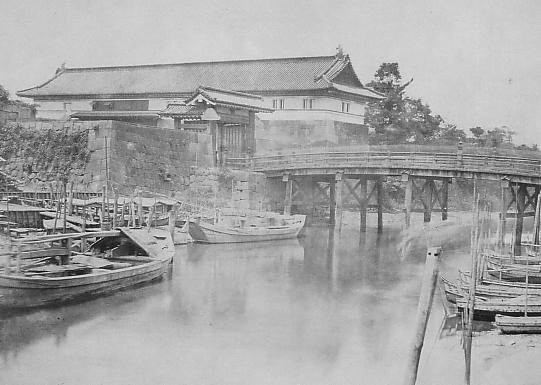
淺草橋門
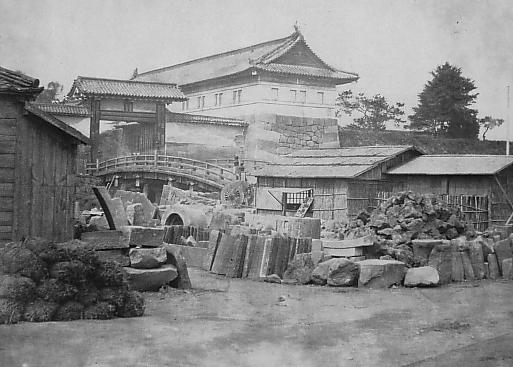
筋違橋門
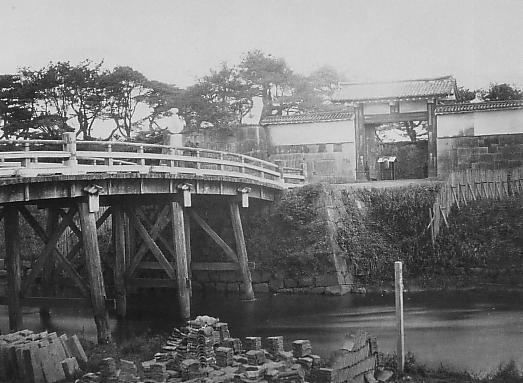
小石川門
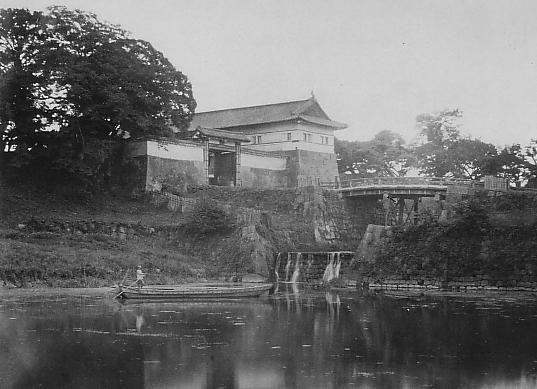
牛込門
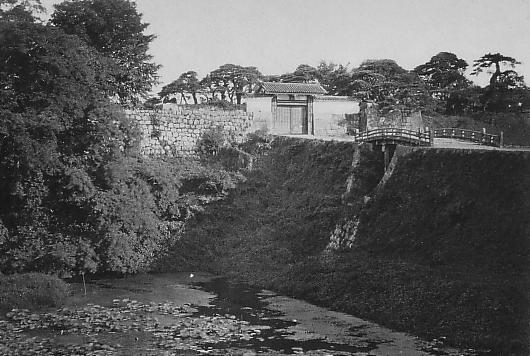
市谷門
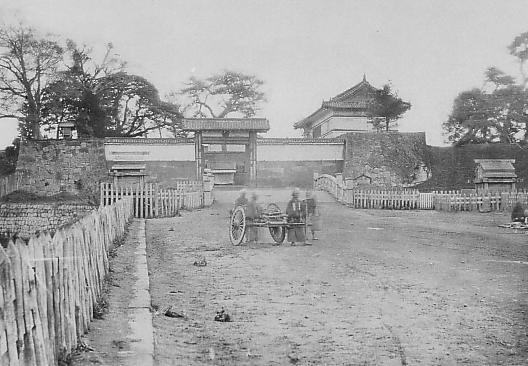
四谷門
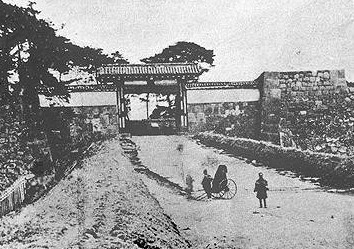
赤坂門
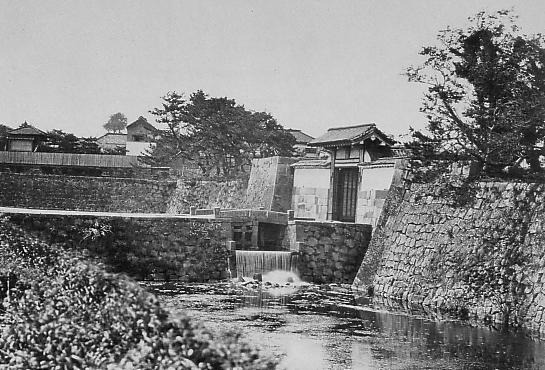
虎之門
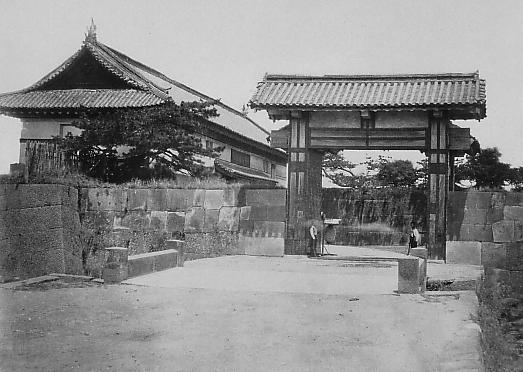
幸橋門
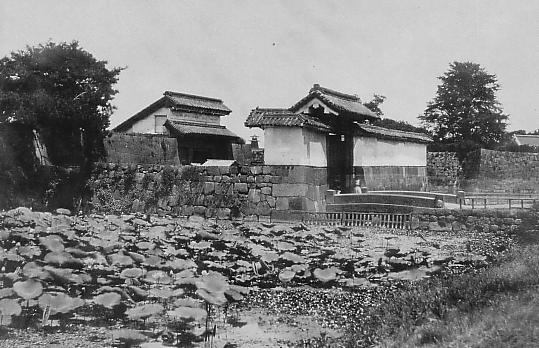
山下門
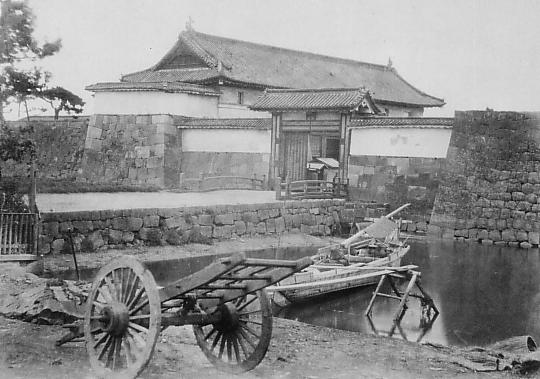
数寄屋橋門
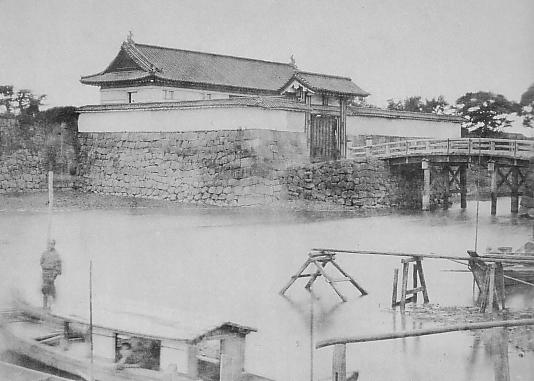
鍛冶橋門
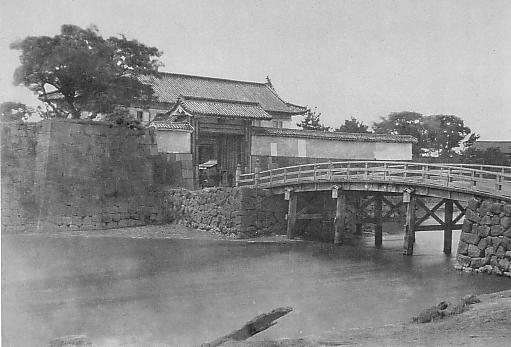
呉服橋門
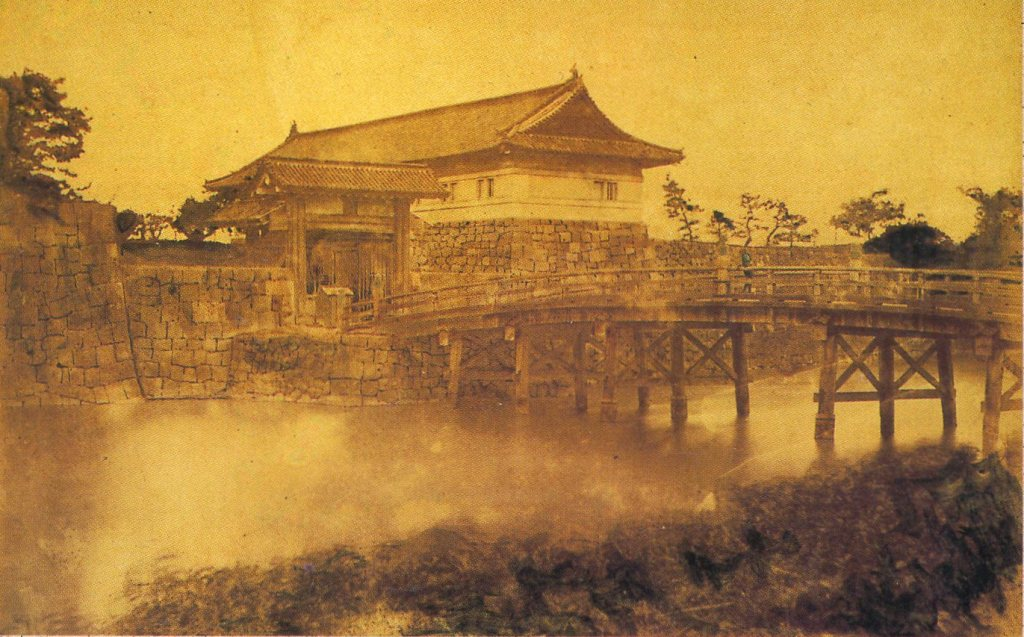
常盤橋門
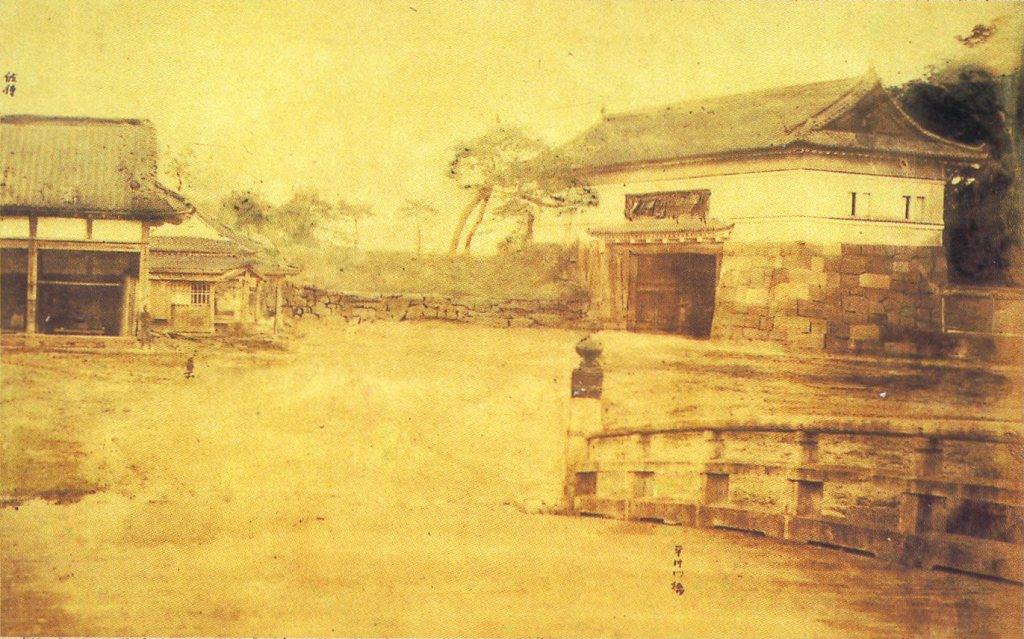
一橋門
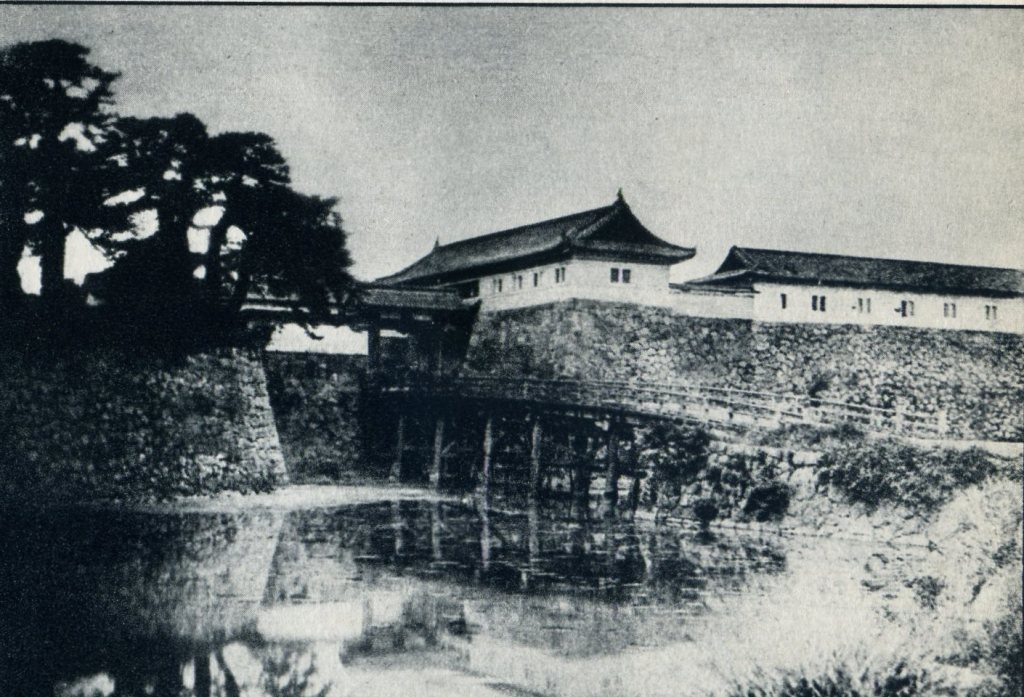
竹橋門
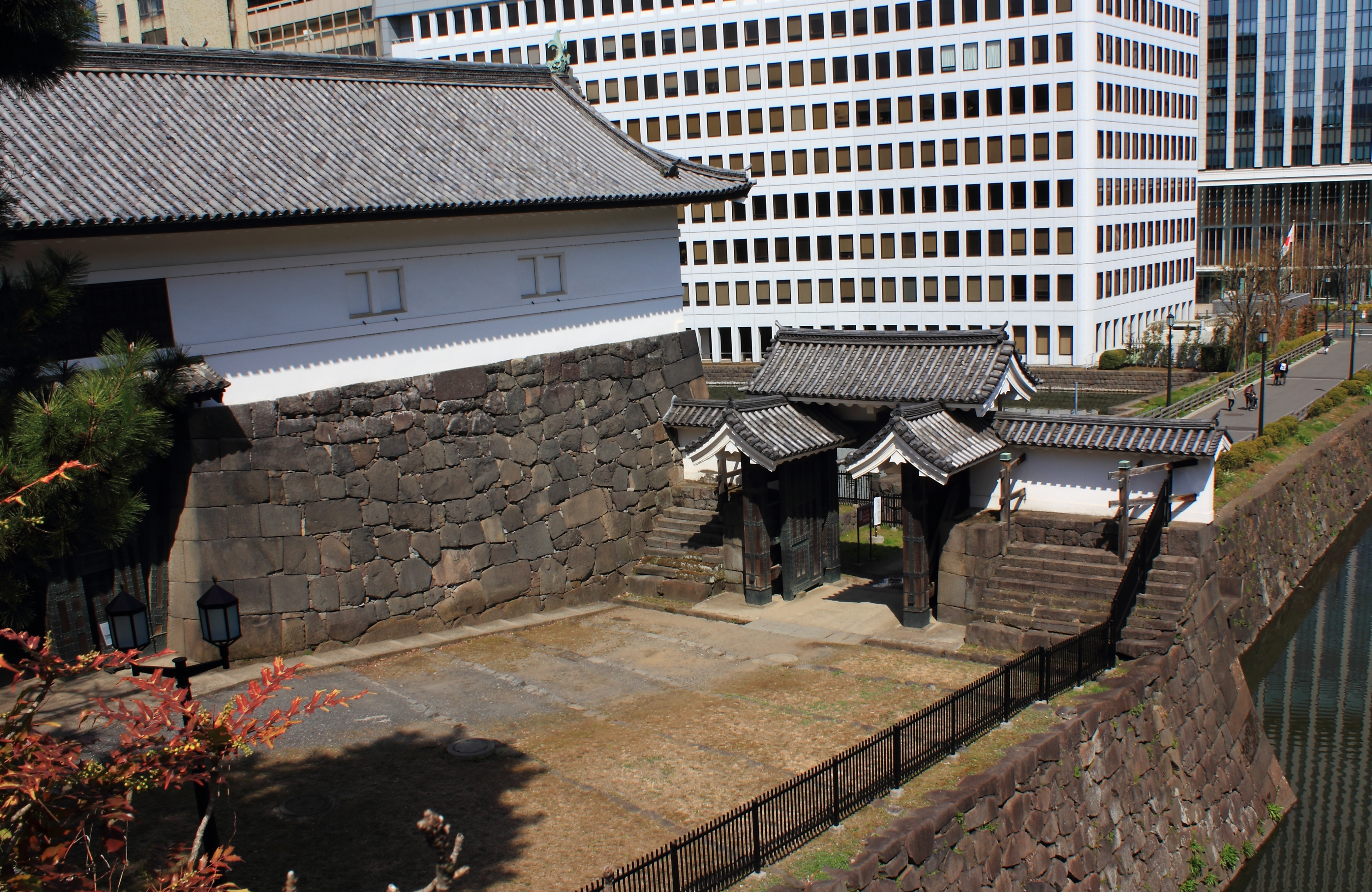
清水門
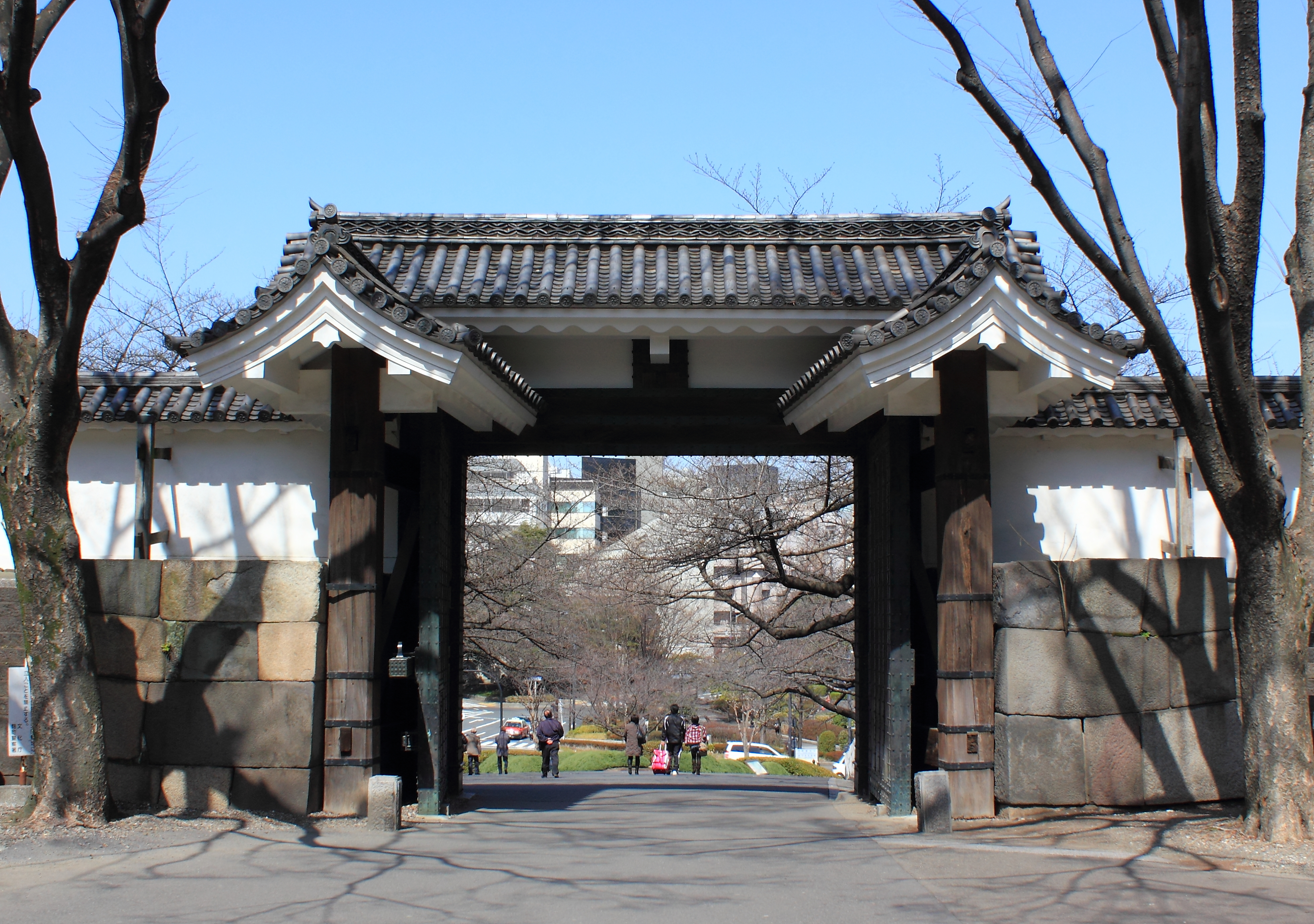
田安門
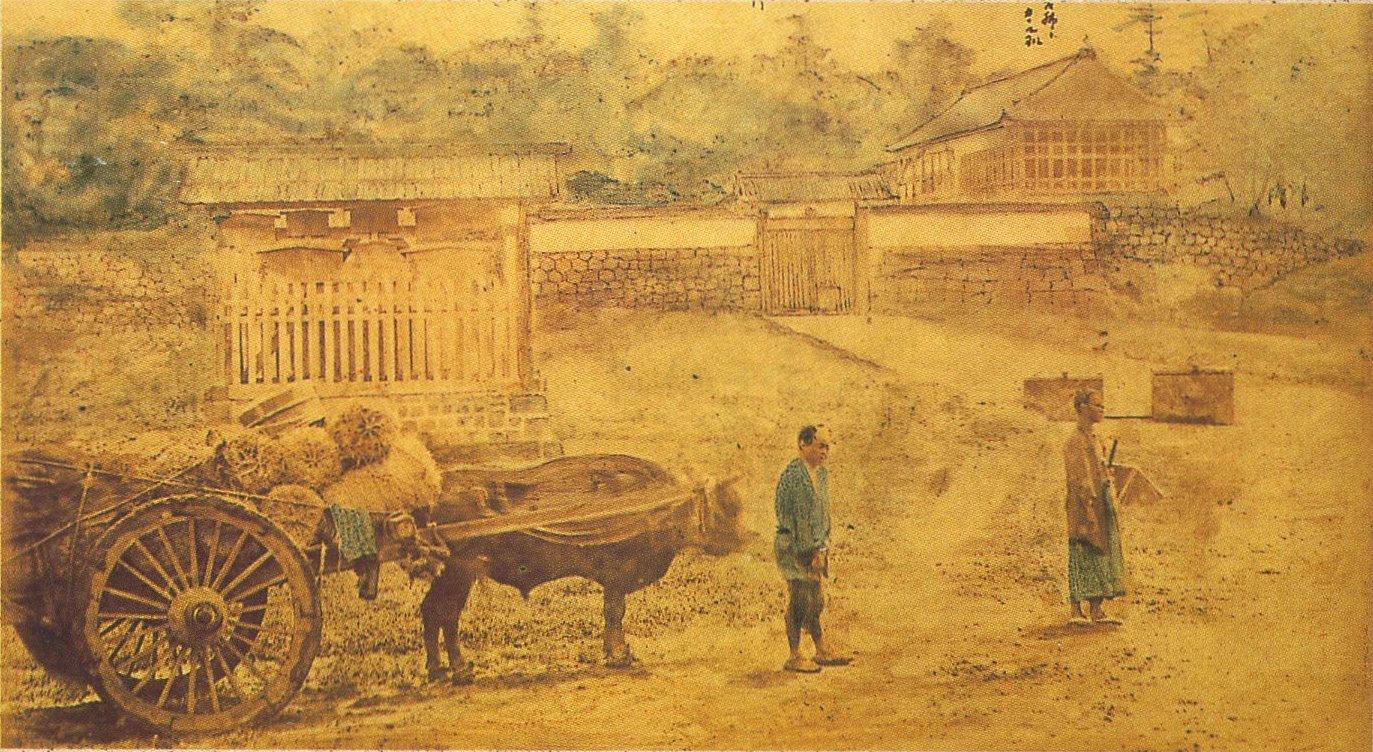
半藏門
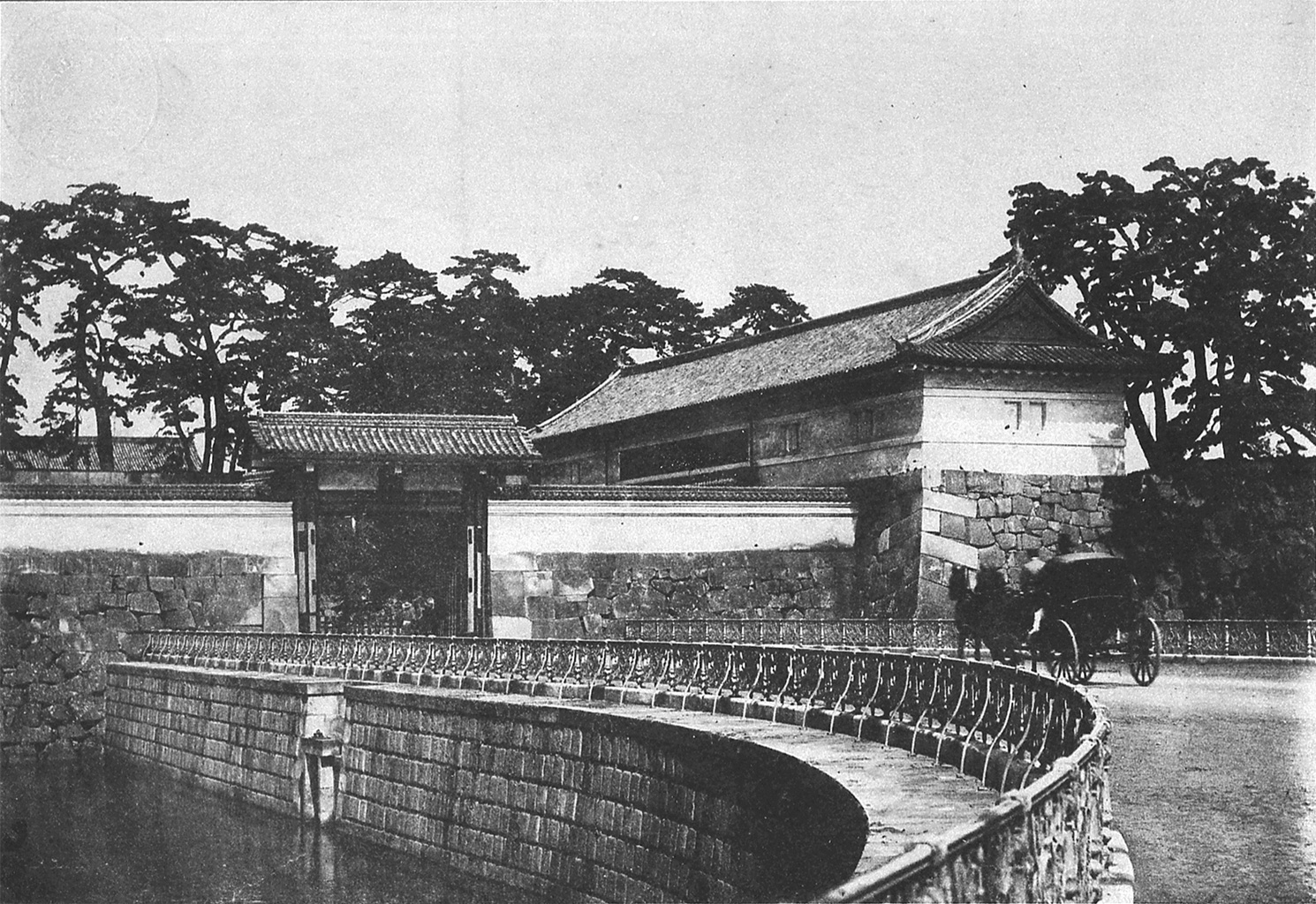
櫻田門
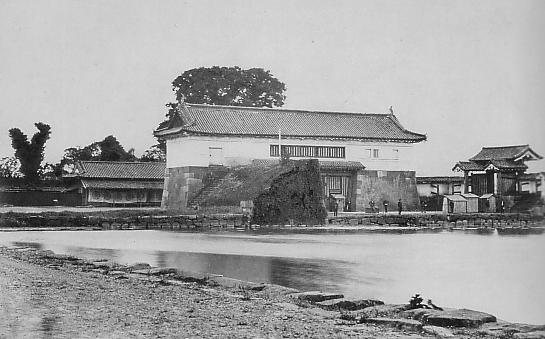
日比谷門
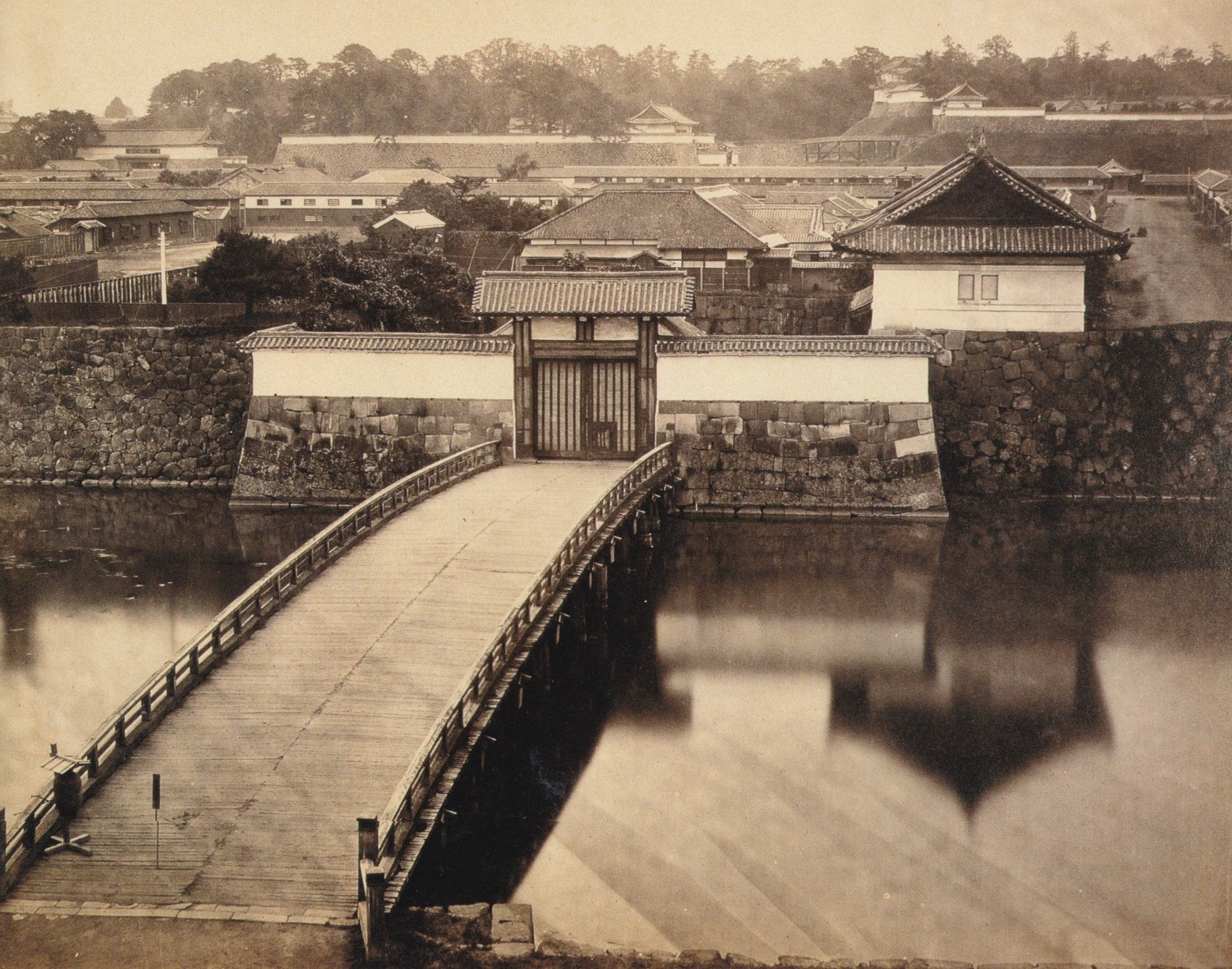
馬場先門
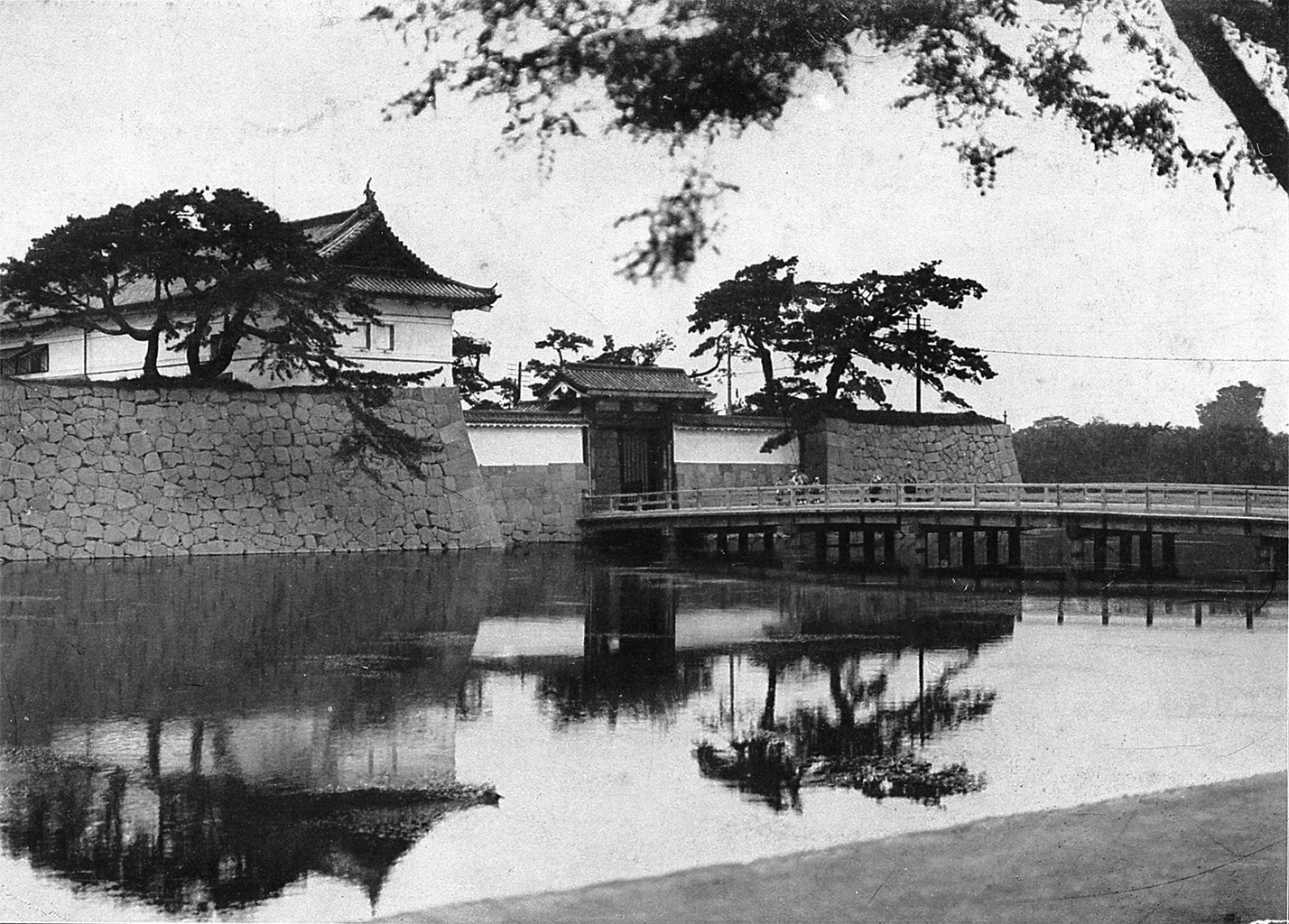
和田倉門
大手門
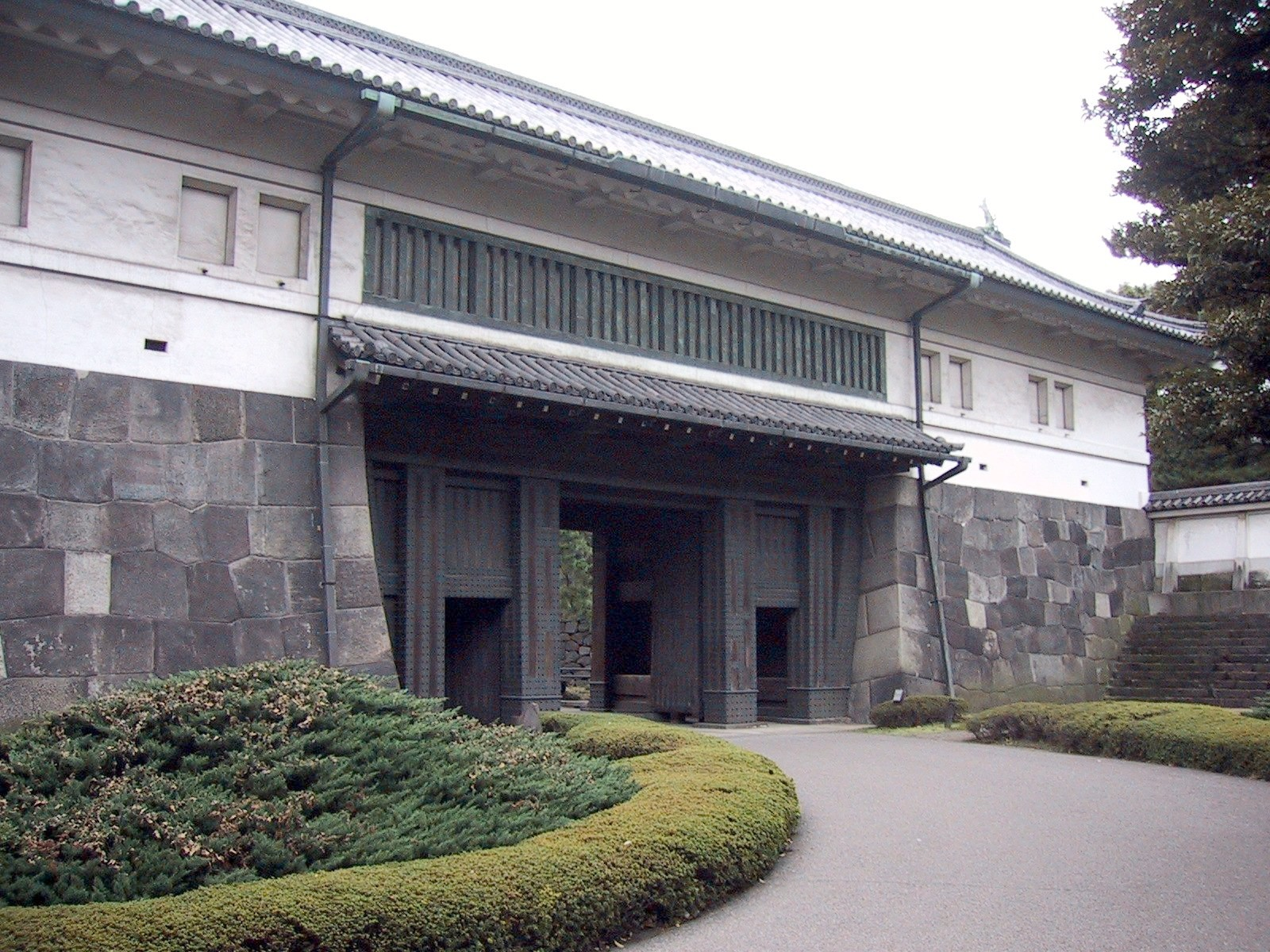
平川門
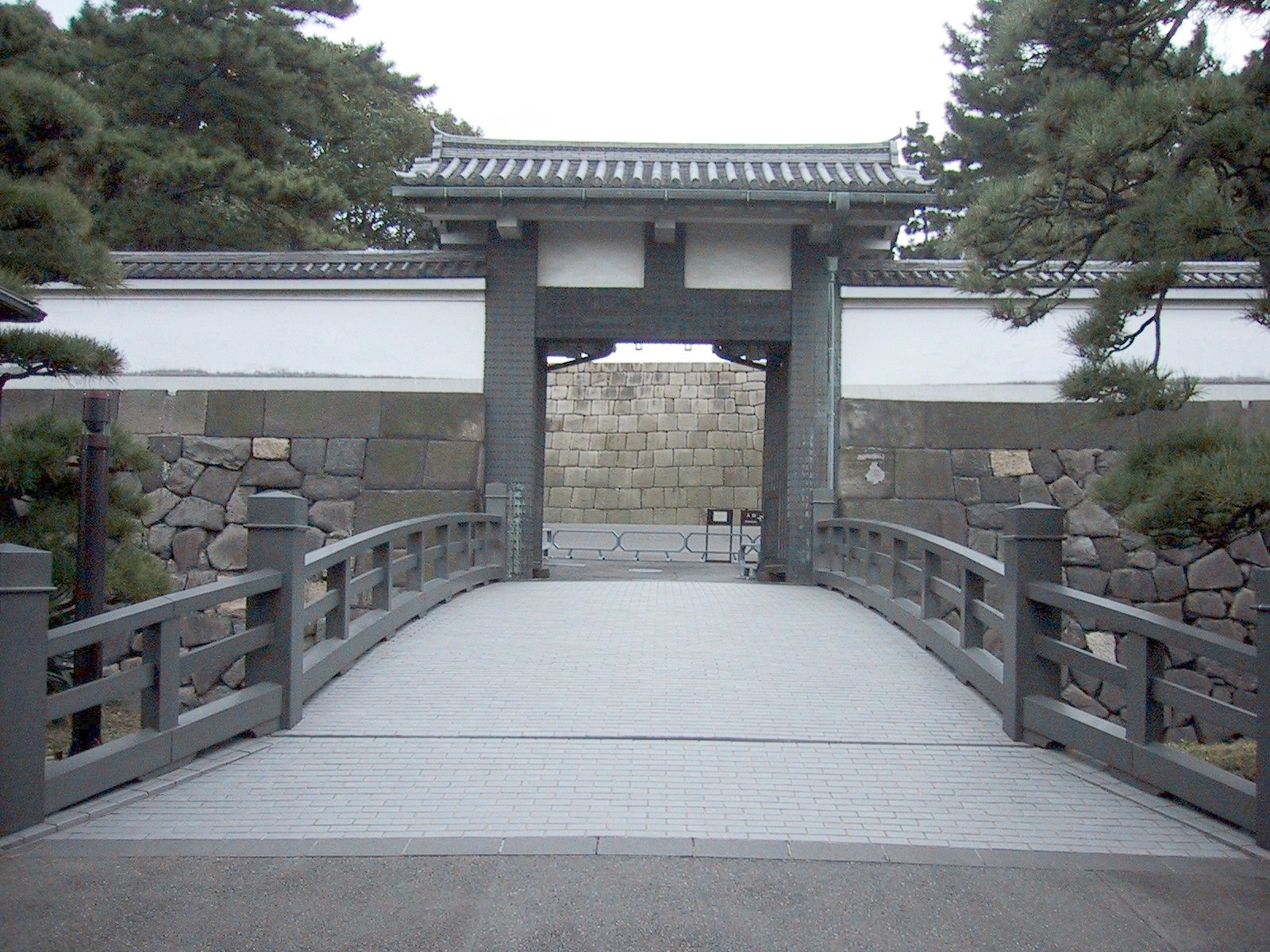
北桔橋門
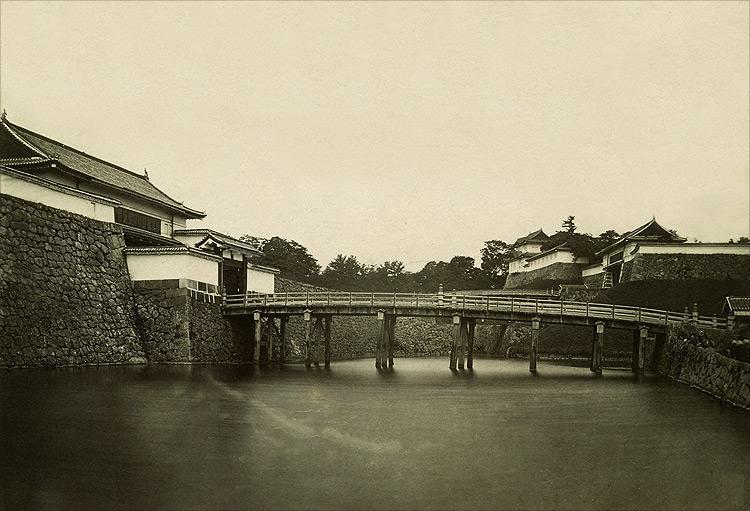
西丸大手門（前）、西丸玄關前門（後）
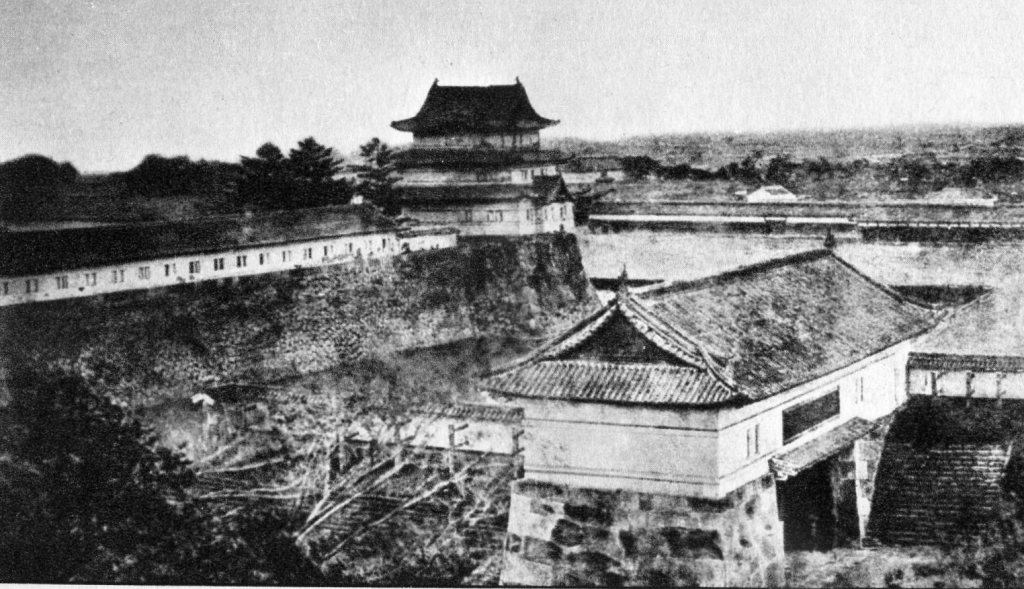
坂下門（現在門的位置已轉90度）
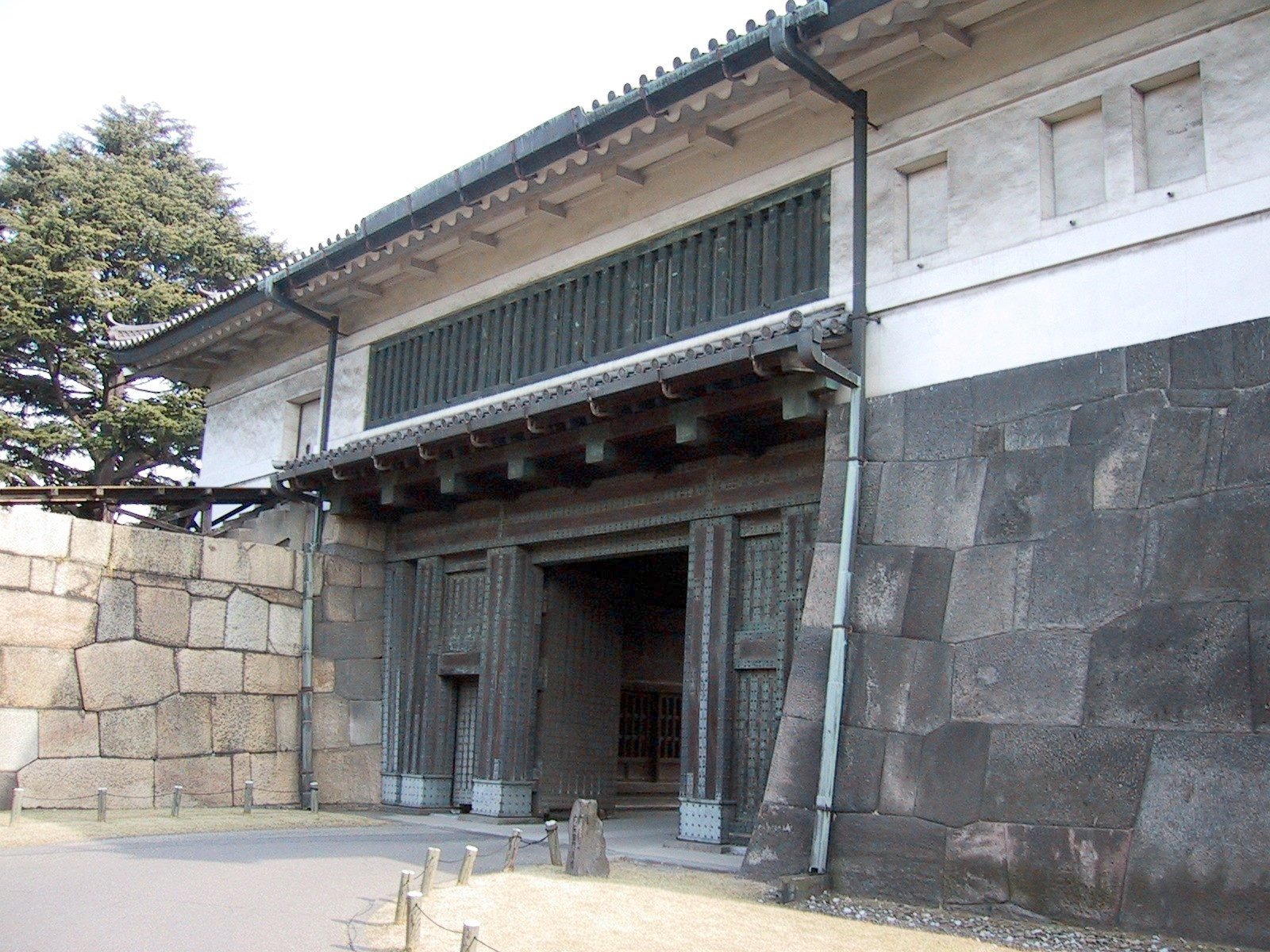
桔梗門
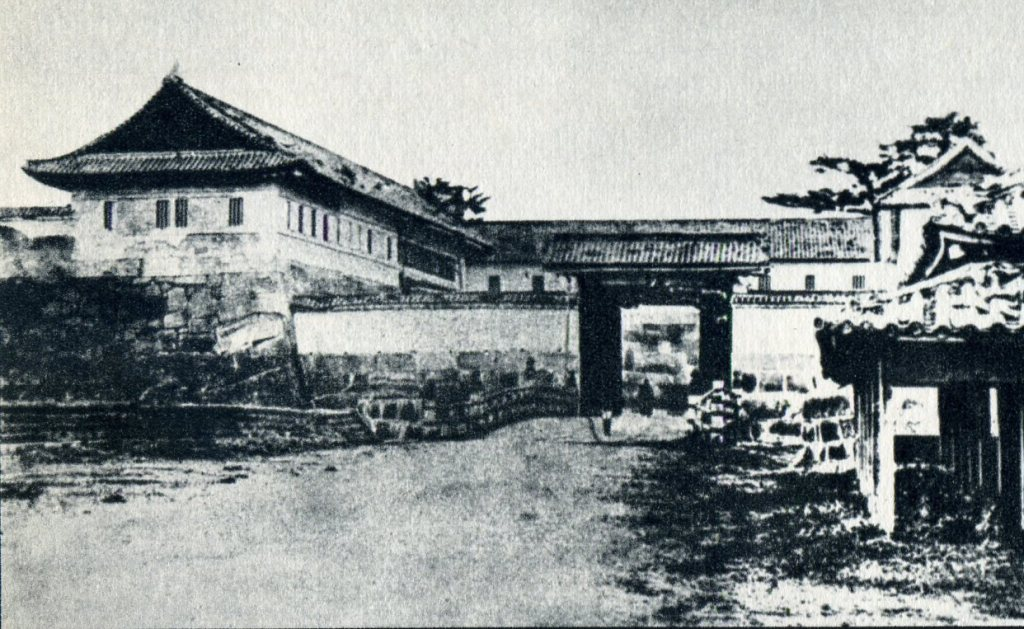
下乘門
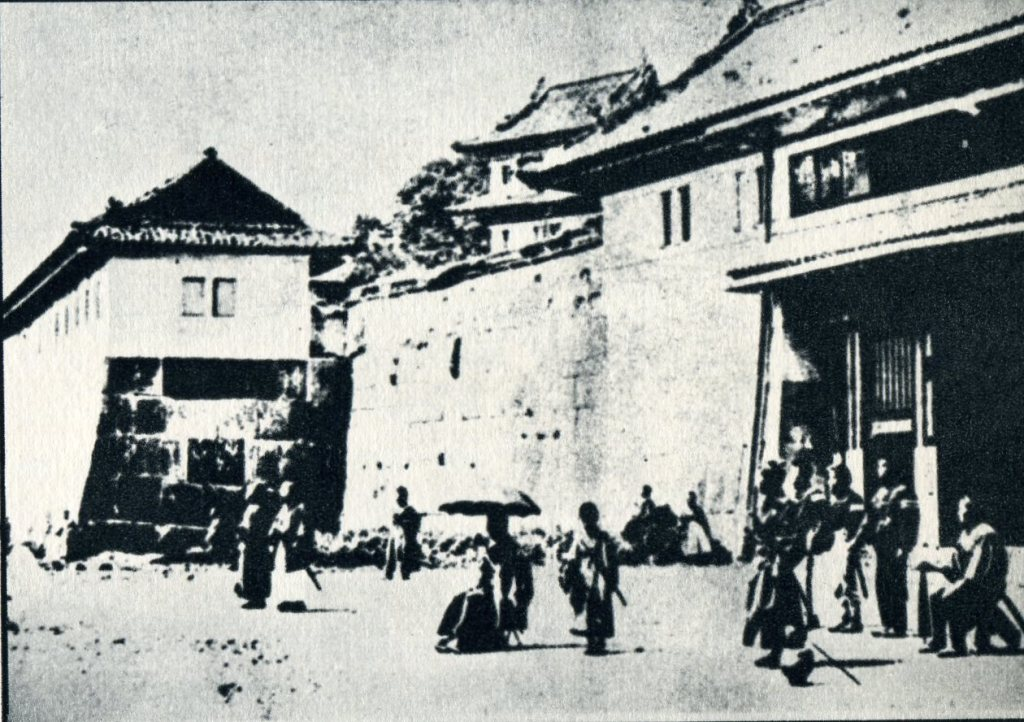
中之門
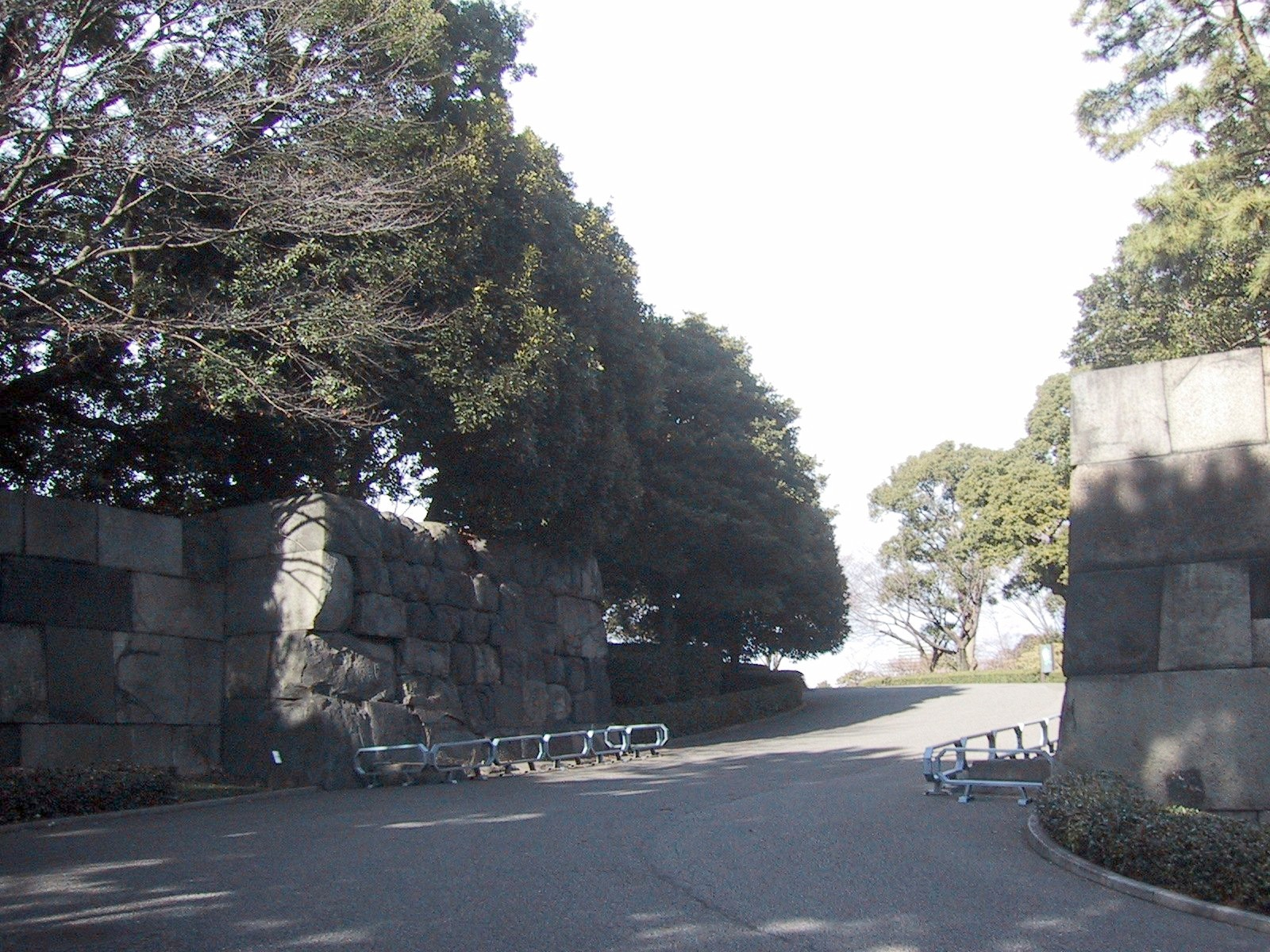
中雀門跡

## 脚注
1. ↑  『江戸建築叢話』大熊喜邦著 (東亜出版社，1947)

## 外部連結
- 江戶城枡形城門一覽 （页面存档备份，存于）